# Alan Permane
Alan Permane, né le 4 février 1967 à Walton-on-Thames en Angleterre, est un ingénieur britannique de Formule 1 . Directeur de l'équipe Racing Bulls depuis 2025, il a occupé dans le passé le poste de directeur sportif d'Alpine F1 Team et directeur de course pour Racing Bulls.

## Biographie
Alan Permane débute dans le sport automobile en 1989 en tant qu'ingénieur électronique de test pour l'équipe Benetton Formula. Il est promu ingénieur de course junior en 1996 puis ingénieur de course de 1997 à 2006 pour l'équipe d'Enstone lorsque l'équipe devient Renault F1 Team, encadrant Jarno Trulli et Giancarlo Fisichella. En 2007, il devient ingénieur de course en chef de Renault F1 Team puis directeur des opérations en 2011,,. 
En 2012, il devient directeur sportif de Lotus F1 Team, poste qu'il conserve alors que l'équipe redevient Renault F1 Team puis  Alpine F1 Team. Le 28 juillet 2023, il est licencié par Alpine après le Grand Prix de Belgique,. Il rejoint, début 2024, Racing Bulls en tant que directeur de course. Au milieu de la saison 2025, il est promu directeur d'équipe en remplacement de Laurent Mekies, lui même promu chez Red Bull Racing après le limogeage de Christian Horner.